# J. J. Watt
Justin James Watt (Waukesha, Wisconsin, Estados Unidos; 22 de marzo de 1989), más conocido como J. J. Watt, es un exjugador profesional de fútbol americano estadounidense. Jugaba en la posición de defensive end y desarrolló su carrera en los Houston Texans y los Arizona Cardinals de la National Football League.

## Biografía
Watt nació en Waukesha, Wisconsin, hijo de Connie y John Watt; ambos de ascendencia escocesa. Tiene dos hermanos menores: T. J. y Derek. 
Asistió a Pewaukee High School, donde jugó tanto de defensive end como de tight end. Watt también jugaba al béisbol y al baloncesto durante su carrera escolar. Como sénior, fue campeón estatal en lanzamiento de peso. Además, jugó al hockey (o hockey sobre hielo) durante diez años -entre las edades de 3 a 13-, convirtiéndose así en un estudiante-atleta polifacético en los cuatro deportes mencionados anteriormente.

 También ganó los premios Primer Equipo All-State, All-County, All-Area y All-Conference como tight end y defensive end, en los que acumuló un total de 399 yardas de recepción y 5 touchdowns.

## Carrera

### Universidad
Tras acabar su paso por el instituto, Watt visitó las universidades de Colorado, Minnesota y Michigan Central, decantándose por esta última. En Michican Central, Watt comenzó jugando de tight end. Sin embargo, sus entrenadores le sugirieron que jugara de tackle ofensivo. Tras esto, Watt decidió renunciar a Michigan Central y se marchó a Wisconsin, donde jugó con los Badgers como defensive end.

### NFL

#### Houston Texans
Watt fue seleccionado por los Houston Texans en la primera ronda (puesto 11) del draft de 2011. El 31 de julio de 2011, Watt firmó un contrato de 4 años y $11.237.000 con los Texans, que incluye un bono por firmar de $6.672.000. Antes de comenzar la temporada 2014-15, Watt renovó 6 años más por $100 millones.
Con los Texans, Watt ha logrado seis títulos de división, y se ha consolidado como uno de los grandes defensores (y jugadores) de la liga, con los que ha logrado aparecer en cinco Pro Bowl, cinco premios en el Primer Equipo All-Pro, tres premios al Jugador Defensivo del Año y dos veces líder en sacks de la liga.
El 6 de abril de 2020, Watt fue anunciado como uno de los cuatro defensive ends del equipo All-Decade de la década de 2010-2019, junto a Cameron Jordan, Calais Campbell y Julius Peppers.

#### Arizona Cardinals
Disputó su último partido como profesional el 8 de enero de 2023 ante los San Francisco 49ers. Hizo cinco placajes y dos sacks y recibió una ovación del Levi's Stadium.

## Estadísticas
|  | Seleccionado al Pro Bowl                    |
|  | Seleccionado como Jugador Defensivo del Año |

| Año   | Equipo | Juegos | Juegos | Tacleadas | Tacleadas | Tacleadas | Tacleadas | Tacleadas | Intercepciones | Intercepciones | Intercepciones | Intercepciones | Intercepciones | Intercepciones | Balones sueltos | Balones sueltos | Balones sueltos | Balones sueltos |
| Año   | Equipo | G      | GS     | Comb      | Total     | Ast       | Sack      | SFTY      | PDef           | Int            | Yds            | Avg            | Lng            | TDs            | FF              | FR              | Yds             | TD              |
| ----- | ------ | ------ | ------ | --------- | --------- | --------- | --------- | --------- | -------------- | -------------- | -------------- | -------------- | -------------- | -------------- | --------------- | --------------- | --------------- | --------------- |
| 2011  | HOU    | 16     | 16     | 56        | 49        | 7         | 5.5       | --        | 4              | --             | --             | --             | --             | --             | 0               | 2               | 2               | 0               |
| 2012  | HOU    | 16     | 16     | 81        | 69        | 12        | 20.5      | --        | 16             | --             | --             | --             | --             | --             | 4               | 2               | 7               | 0               |
| 2013  | HOU    | 16     | 16     | 80        | 65        | 15        | 10.5      | --        | 7              | --             | --             | --             | --             | --             | 4               | 2               | 0               | 0               |
| 2014  | HOU    | 16     | 16     | 78        | 59        | 19        | 20.5      | 1         | 10             | 1              | 80             | 80             | 80             | 1              | 4               | 5               | 59              | 1               |
| 2015  | HOU    | 16     | 16     | 76        | 57        | 19        | 17.5      | --        | 8              | --             | --             | --             | --             | --             | 3               | 1               | 0               | 0               |
| 2016  | HOU    | 3      | 3      | 8         | 1         | 7         | 1.5       | --        | 0              | --             | --             | --             | --             | --             | 0               | 1               | 0               | 0               |
| 2017  | HOU    | 5      | 5      | 15        | 11        | 4         | 0.0       | --        | 2              | --             | --             | --             | --             | --             | 0               | 0               | --              | --              |
| 2018  | HOU    | 16     | 16     | 61        | 47        | 14        | 16.0      | --        | 4              | --             | --             | --             | --             | --             | 7               | 0               | --              | --              |
| 2019  | HOU    | 8      | 8      | 24        | 15        | 9         | 4.0       | --        | 3              | --             | --             | --             | --             | --             | 1               | 2               | 0               | 0               |
| 2020  | HOU    | 16     | 16     | 52        | 36        | 16        | 5.0       | --        | 7              | 1              | 19             | 19.0           | 19             | 1              | 2               | 1               | 0               | 0               |
| Total | Total  | 128    | 128    | 531       | 409       | 122       | 101.0     | 1         | 61             | 2              | 99             | 49.5           | 80             | 2              | 25              | 16              | 68              | 1               |

Fuente: Pro-Football-Reference.com

## Récords

### NFL
- Único jugador en la historia en conseguir +20 sacks en dos temporadas: 2012-13 y 2014-15[13]

### Houston Texans
- Mayor número de sacks: 101.0
- Mayor número de fumbles forzados: 25

## Vida personal
Mientras estudiaba en la Universidad de Wisconsin-Madison, Watt fue repartidor de pizzas en el Pizza Hut de Pewaukee. Se casó con Kealia Ohai en 2020. En junio de 2022 anunciaron que iban a ser padres por primera vez. El 23 de octubre de 2022 nació su hijo, Koa James Watt.

## Filmografía
Hizo su debut como actor en la película Bad Moms y su personaje sería el Coach Craig. 

### Películas
| Año  | Título   | Personaje   |
| ---- | -------- | ----------- |
| 2016 | Bad Moms | Coach Craig |